# Trendalyzer

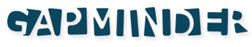
Logo di Gapminder

Trendalyzer, anche noto come Gapminder, è un software di visualizzazione delle informazioni per la creazione di animazione di dati statistici inizialmente sviluppato dalla Gapminder Foundation guidata da Hans Rosling in Svezia. Nel marzo 2007 è stato acquisito da Google.

## Storia
La versione iniziale consisteva in una applicazione basata su Flash che era precaricata con dati statistici e storici riguardanti lo sviluppo dei paesi nel mondo (speranza di vita, reddito medio, ecc.).
La tecnica usata da Trendalyzer è un grafico a bolle interattivo che, di default, mostra cinque variabili: due variabili numeriche sugli assi X e Y, la grandezza delle bolle ed il colore e una variabile temporale che può essere manipolata con una barra di scorrimento. 

### Uso da parte di Google
Alcuni componenti di Trendalyzer, in particolare la "Motion Chart", sono stati resi disponibile per l'uso come parte della Google Visualizations API.
Una parte delle componenti sono utilizzate dal 2011 per il sito di statistiche sociali ed economiche di Google: Google Public Data Explorer.

## Progetti simili
- Trend Compass[2] della Epic System anch'esso basato su flash;
- Eurostat Explorer[3] anch'esso basato su flash, prodotto dalla NComVA AB (Norrköping Communicative Visual Analytics) uno spin-off del Norrköping Visualization Centre della Università di Linköping, l'azienda collabora con l'ISTAT da maggio 2010[4].